# Famille de Chevelu
La famille de Chevelu (on trouve aussi les formes Chevelud, Chevelut) est un lignage noble et ancien apparu aux alentours du XIIe siècle, originaire du château de Chevelu, dont elle a pris ou donné son nom, dans le comté de Savoie.
La famille de Chevelu s'éteint au XVIe siècle, ses biens passent aux familles Mareste, Matafelon et Moyria.

## Histoire
La famille de Chevelu (de Cappiluto, Cappilutus) est considérée, après celle des Seyssel, comme l'une des plus importantes de l'Avant-Pays savoyard. On en retrouve les membres dans des chartes concernant la Savoie. Un Bernard de Chevelu et son fils, Torestan, sont ainsi mentionnés comme des bienfaiteurs de l'abbaye d'Hautecombe, lors de sa fondation en 1125,.
Ils acquièrent, en 1283, de la famille de Grolée, divers bien à Yenne.
Le 31 octobre 1392, Louis de Chevelu est inféodé de la terre de Lucey par lettres patentes du comte de Savoie Amédée VIII.
Jacques III de Chevelu, au XVIe siècle, a deux filles — Guillemette et Claudine(-Françoise) —. La seconde, dernière du nom et dame de Chevelu, épouse André de Moyra, fils du seigneur de Mirigna. Le neveu de Claudine, Claude de Mareste, hérite des biens et le droit de porter le nom, par testament du 15 juillet 1513,.

## Personnalités
- Bernard de Chevelu[3],[6],[2] (vivant en 1100 et encore cité en 1125), bienfaiteur, en 1125, de l'abbaye d'Hautecombe.
- Torestan de Chevelu[3],[6],[2] (vivant en 1147), fils de Bernard, accompagne le comte Amédée III de Savoie à la deuxième croisade en 1147.
- Jacques de Chevelu[3],[6] (vivant en 1209), frère de Guiffred, est cité comme témoin dans une charte entre le comte Thomas Ier de Savoie et l'abbaye d'Hautecombe.
- Guiffred de Chevelu[3],[6] (vivant en 1209), frère de Jacques, est partie à Yenne dans la reconnaissance des confins de la mestralie de Chambuerc, passé dans le cloitre d'Yenne en faveur du comte Thomas Ier de Savoie.
- Guy de Chevelu[3],[6] (vivant en 1226 et encore cité en 1232), il aurait accompagné, en 1226, le comte Thomas Ier de Savoie à la croisade des Albigeois. Il est témoin dans une charte d'affranchissement[7] qu'octroi Thomas Ier de Savoie à la ville de Yenne, en 1215, et, en 1232, il est cité dans une charte accordant des franchises à la ville de Chambéry, dont il fut le métral.
  - Jacques ou Jacquemet de Chevelu de Lucey[3],[5],[6] (vivant en 1296), neveu de Guillaume de Lucey, fils de Jean de Chevelu et d'Isabelle La Forest de Lucey. Héritier, en 1296, de son oncle, du domaine de Lucey.
- Pierre de Chevelu[3],[4] (vivant en 1266), damoiseau, fait une transaction, intervenu à Yenne, à propos d'une dîme à percevoir sur une fontaine commune, avec le prieur du Bourget (Prieuré du Bourget).
- Jacques de Chevelu[3],[4] (vivant en 1266 et encore cité en 1295), damoiseau, fait une transaction, intervenu à Yenne, à propos d'une dîme à percevoir sur une fontaine commune, avec le prieur du Bourget (Prieuré du Bourget). Il demande, en août 1295[8], à être enterré à Hautecombe, abbaye à laquelle il fait de nombreux legs, ainsi qu'aux pauvres d'Arcollières, à la maladrerie et à l'hôpital de Yenne et à l'église de Chevelu.
- Anselme de Chevelu[3],[4] (vivant en 1295), est témoin, en 1295, du testament de Jacques.
- Aymonet de Chevelu[3],[4] (vivant vers 1320).
- Guillaume de Chevelu[3],[9],[4] (vivant en 1343), donne en albergement divers fiefs, dont une partie de celui de Chevelu, à Étienne de Bergin et est investi de biens à Yenne.
  - Jacques de Chevelu[3],[4] (vivant en 1343), fils de Guillaume, Il donne en albergement divers fiefs, dont une partie de celui de Chevelu, à Étienne de Bergin et est investi de biens à Yenne.
- Berlion de Chevelu[3],[10],[11],[4] (vivant en 1355 et encore cité en 1392), vend, en 1355, des biens au seigneur de Gimilieu.
- Galois de Chevelu[3],[4] (vivant en 1386 et encore cité en 1408), cité dans un acte de transaction, en 1386, et, le 30 octobre 1392, il verse 40 sols viennois, au Trésorier de Savoie, pour deux parts de plaict de morte-main[12] qu'il détient, au décès du comte Amédée VII de Savoie. En 1399, il reçoit de veuve Pétronille Pollier de Jongieu, hommage lige et taillable à miséricorde, et, en 1401, par acte, fait constater aux habitants de Chevelu la limitation par feu de couper plus de deux douzaines de perches dans la montagne, et, en 1408, il fait reconnaissance à Amédée VIII de Savoie pour sa maison forte du Châtelard à Yenne.
- Louis de Chevelu de Lucey[3],[13],[4] (vivant en 1392 et encore cité en 1439), seigneur de Lucey, compagnon d'Amédée VIII de Savoie à Ripaille. En 1392, il est investi par Amédée VIII de Savoie, à son avènement, de la seigneurie de Lucey.
  - Urbain de Chevelu[3],[14] (vivant en 1440), fils de Jacques, fait, avec son frère Claude, un partage, le 28 janvier 1440, dont l'enjeu est la maison forte de Prélian, dite de la Tour de Saint-Jean-de-Chevelu.
  - Claude de Chevelu[3],[14] (vivant en 1440), fils de Jacques, fait, avec son frère Urbain, un partage, le 28 janvier 1440, dont l'enjeu est la maison forte de Prélian, dite de la Tour de Saint-Jean-de-Chevelu.
- François de Chevelu de Lucey[3],[14] (vivant en 1450), seigneur de Lucey. Par acte, du 12 juillet 1450, il reconnaît devoir à Jean de Bonne, prieur de Ripaille (château de Ripaille), la somme de cent florins ; Louis de Chevelu de Lucey ayant été un des six compagnons du duc Amédée VIII dans sa retraite de Ripaille.
  - Guillemette de Chevelu de Lucey[3],[13] (vivant en 1466 et encore cité en 1487), fille de François, épouse, le 7 février 1466, François de Mareste.
  - Claudine de Chevelu de Lucey (†1513), fille de François, dernière de la branche des Chevelu de Lucey, teste, le 15 juillet 1513, en faveur de Claude de Mareste, son neveu[3],[13],[14].

### Branche cadette
Les Chevelu de Lucey issus du mariage entre Jean de Chevelu et Isabelle de Lucey, morte avant 1296. Elle s'éteint, en 1513, avec Claudine de Chevelu de Lucey qui teste le 15 juillet 1513 en faveur de son neveu, de Claude de Mareste-Lucey, issu de la famille de Mareste.

## Autres personnalités
- Guillaum † 1348, reçu chanoine-comte, en 1320, au sein du Chapitre de Saint-Jean de Lyon, puis prévôt de Fourvière et grand custode[17].

## Titres
La famille de Chevelu porte le titre de seigneur de Chevelu, de Chanaz, Lucey et de Gemillieu, selon Amédée de Foras qui reprend le généalogiste Guichenon.
Certains ont été châtelains de :
- Montjoie (1356-1358) ;

## Possessions
Liste non exhaustive des possessions détenu en nom propre ou en fief de la famille de Chevelu.
- Château de Chevelu ou Cinne, à Saint-Jean-de-Chevelu ;
- Château du Châtelard à Yenne (1408-?) ;
- Château de Lucey, à Lucey (1296-1513)[5] ;
- Maison forte de Prélian, à Saint-Jean-de-Chevelu.

## Héraldique
| Famille de Chevelu | Les armes de la famille de Chevelu se blasonnent ainsi : D'argent au chef endenté de 3 pointes de sable. Joseph-Antoine Besson écrit l'avoir vu aussi sous la forme d'or au chef endenté d'azur. |